# Maria Antònia Mercant Nadal
María Antonia Mercant Nadal (Manacor, Mallorca, 12 de maig de 1954) és una professora i política mallorquina, diputada al Congrés dels Diputats en la IX legislatura.
Llicenciada en música, treballa de professora en un institut d'ensenyament secundari. Militant del Partit Popular, a les eleccions municipals espanyoles de 2007 fou escollida regidora de l'ajuntament de Manacor, càrrec al qual renuncià per a ser escollida diputada al Congrés dels Diputats a les eleccions generals espanyoles de 2008. De 2008 a 2011 fou secretària segona de la Comissió d'Indústria, Turisme i Comerç.